# هيذر آن تومسون
هيذر آن تومسون (بالإنجليزية: Heather Ann Thompson)‏ هي مؤرخة أمريكية، ولدت في 17 أغسطس 1963 في لورانس في الولايات المتحدة.